# Tireocita

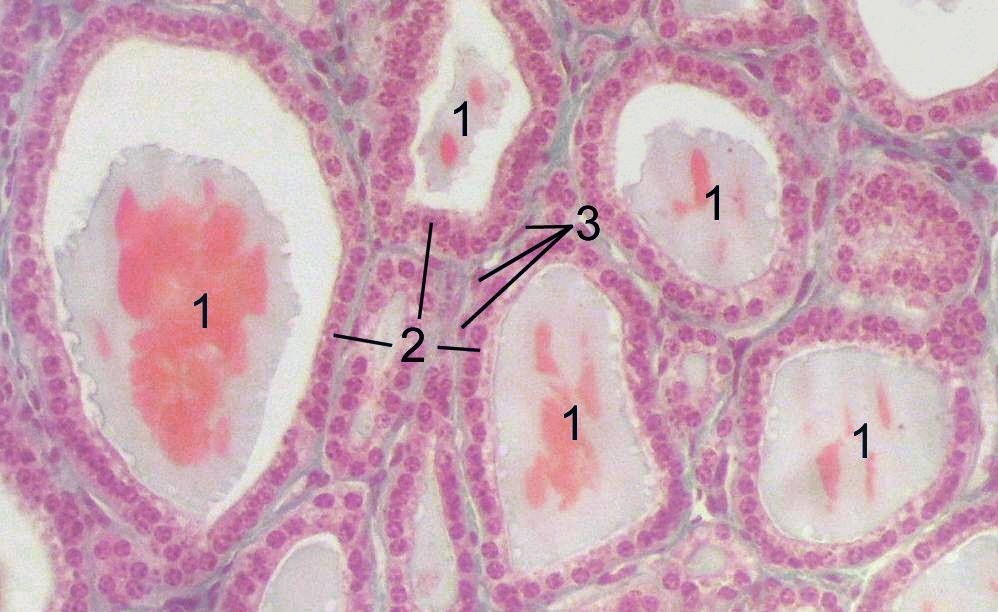
Sezione istologica di tessuto tiroideo equino. 1 Cavità follicolari contenenti colloide, 2 Cellule follicolari (tireociti), 3 Cellule endoteliali (capillari sanguigni).

I tireociti o cellule follicolari sono le cellule parenchimali principali tipiche della tiroide. Ne costituiscono la componente secretiva primaria, in quanto sintetizzano e operano in sinergia con i meccanismi di controllo superiori il rilascio degli ormoni tiroidei, di fondamentale importanza per il mantenimento della corretta funzione metabolica dell'organismo, in particolare durante i processi di crescita.

## Embriologia
I tireociti sono cellule epiteliali specializzate di tipo ghiandolare che originano embriologicamente dall'epitelio orale della zona linguale. Durante lo sviluppo fetale si portano nella zona anteriore del collo, raggiungendo il punto dove si posiziona la tiroide, anteriormente alla zona di passaggio tra laringe e trachea, lasciando a volte lungo il tragitto delle piccole isole di cellule disperse, spesso con aspetto cistico, che possono permanere anche nell'adulto.

## Struttura
La morfologia cellulare del tireocita può variare a seconda dello stato di attività funzionale, ma generalmente la forma è regolare, cubica o cilindrica colonnare, tipica degli epiteli semplici, con nucleo in posizione centrale o leggermente eccentrica, e frequente presenza di granuli nel citoplasma contenenti colloide, fortemente reattivi alle colorazioni specifiche. Nel citoplasma si possono inoltre osservare numerosi mitocondri, lisosomi e un apparato del Golgi ben sviluppato, in particolare durante le fasi di attiva secrezione ormonale. In casi di scarsa attività o ipotrofia patologica le cellule possono assumere un aspetto piatto-squamoso, e il numero di strutture citoplasmatiche diminuire sensibilmente. I tireociti sono cellule decisamente polarizzate, disposte regolarmente in forma di epitelio monostratificato, con una base poggiante su una membrana basale sotto la quale risiede lo stroma ghiandolare con i vasi sanguigni in cui vengono liberati gli ormoni prodotti, e un margine libero dotato di microvilli che si affaccia alle tipiche cavità follicolari di forma sferoidale del tessuto tiroideo, in cui viene immagazzinata la tireoglobulina, sotto forma di colloide.

## Funzione

Schema del meccanismo di sintesi degli ormoni tiroidei nel tireocita

La funzione tipica di queste cellule è la produzione e il rilascio controllato degli ormoni tiroidei nel circolo sanguigno, in risposta a stimoli mediati dall'ormone tireotropo o TSH, prodotto dall'adenoipofisi, a sua volta modulata dall'ipotalamo attraverso il rilascio dell'ormone TRH, il tutto regolato secondo sistemi di feedback negativi. I meccanismi con cui i tireociti assolvono a questo compito sono diversi:
- captazione dello iodio. Per la sintesi di tutti gli ormoni tiroidei è essenziale la presenza di iodio in alta concentrazione. Le cellule follicolari lo catturano con notevole efficienza dal flusso ematico grazie a una specifica pompa ionica che cattura ioni I- (ioduro) assieme agli Na+, sfruttando il gradiente elettrochimico favorevole di quest'ultimo secondo un meccanismo di cotrasporto[3]. Grazie a questo sistema i livelli endocellulari di iodio nei tireociti raggiungono concentrazioni da 20 fino a 50 volte superiori a quelle ematiche. L'ormone tireotropo agisce sul processo di captazione, aumentandone l'efficienza, con meccanismi trascrizionali e post-trascrizionali[4]. Successivamente gli ioni I- vengono trasportati nel lume follicolare da un'altra proteina con funzione di pompa ionica, la pendrina, presente nella membrana cellulare dei tireociti nel lato rivolto verso i follicoli[5].
- sintesi e immagazzinamento della tireoglobulina. La tireoglobulina è una glicoproteina ad alto peso molecolare che viene sintetizzata dal reticolo endoplasmatico del tireocita, quindi raccolta in vescicole che vengono  successivamente espulse dal lato dei follicoli attraverso un processo di esocitosi. Qui la tireoglobulina costituisce la maggior parte del contenuto follicolare, chiamato colloide, assieme ad altre proteine in grado di catalizzare i processi che portano alla sua trasformazione in precursore degli ormoni tiroidei.
- sintesi degli ormoni tiroidei e loro rilascio. Lo iodio in forma I- presente nel lume follicolare nella zona dei microvilli viene trasformato in iodio molecolare dall'enzima tiroperossidasi o ioduro perossidasi (TPO), quindi viene incorporato nella tireoglobulina, agganciandosi ai gruppi laterali dei numerosi amminoacidi tirosina che ne compongono la struttura. Dapprima un atomo di iodio si unisce all'anello benzenico del gruppo laterale della tirosina in posizione 3', formando la 3-monoiodotirosina, e successivamente può unirsene un secondo in posizione 5', formando la 3,5-diiodotirosina. Questi gruppi laterali iodinati vengono poi riassemblati attraverso un meccanismo di condensazione ossidativa, formando i due ormoni tiroidei: la triiodotironina (T3), e la tiroxina (T4), ancora legate alla struttura glicoproteica della tireoglobulina. Queste molecole vengono quindi ricatturate dalla cellula follicolare attraverso un meccanismo di pinocitosi, a cui segue la fusione con i lisosomi della cellula. Gli enzimi lisosomiali separano per proteolisi gli ormoni tiroidei dalla tireoglobulina, rendendoli disponibili per la successiva liberazione nel circolo sanguigno, mentre altre parti della tireoglobulina e lo iodio in eccesso vengono recuperati per un nuovo processo di sintesi[6].